# アスマ・ジャハンギール
アスマ・ジラニ・ジャハンギール（Asma Jilani Jahangir; ウルドゥー語: عاصمہ جہانگیر;、1952年1月27日 - 2018年2月11日）は、パキスタンの弁護士、人権活動家。ラホール高等裁判所判事、パキスタン最高裁判所判事を務めるほか、パキスタン人権委員会および女性アクション・フォーラムの創設者の一人であり、信教・信条の自由、略式手続による刑の執行およびイランにおける人権に関する国連特別報告者、人権のための南アジア・フォーラム議長、ディフェンス・フォー・チルドレン・インターナショナル国際執行委員会委員などを歴任。パキスタンで初めて女性、子ども、強制労働者、囚人、宗教的少数派などの弱者に無償で法的支援を提供する法律事務所「AGHS法律支援」を設立。国連人権賞、ライト・ライブリフッド賞、マグサイサイ賞、信教の自由賞（4つの自由賞）など多くの賞を受賞した。

## 背景
アスマ・ジャハンギールは1952年1月27日、パンジャーブ州ラホールに生まれた。父マリク・グラム・ジラニは公務員で退職後に政界に進出したが、バングラデシュ独立戦争（1971年）におけるパキスタン政府による武力鎮圧やベンガル人の大量殺戮を非難したことで投獄され、その後もパキスタン軍事政権を批判したことで数年にわたって投獄および自宅軟禁された。母ベグム・サビハ・ジラニは、高等教育を受けたムスリム女性がほとんどいなかった時代に、ラホールにあるキリスト教系の大学で学んだ初のムスリム女性であり、1967年に処罰として一家の土地を没収されたときには衣料品店を開店して家計を支えた。ジャハンギールは4人兄弟姉妹で、妹のヒナ・ジラニは後にジャハンギールと同様に最高裁判事を務め、人権活動家として活動を共にすることになった。ジャハンギールは18歳のときに、逮捕された父を釈放するよう最高裁に申し立てを行った。申し立ては棄却されたが、後に軍事法によるこの逮捕は違法であるとの判決が下された。
ジャハンギールは1974年にキネアード女子大学で教養学士号、1978年にパンジャーブ大学で法学学士号を取得した。また、後に、クイーンズ大学、（カナダ、1998）、ザンクトガレン大学（スイス、1998）、アマースト大学（米国、2003年）から名誉博士号を授与されている。

## 経歴・主な功績

### パキスタン人権委員会 - 名誉殺人
1980年からラホール高等裁判所判事、1982年からパキスタン最高裁判所判事、1986年からはパキスタン最高裁弁護士会の執行委員会会員（後に女性初の会長）を務める一方、1980年代からヒナ・ジラニらとともに人権活動家として活躍し、パキスタン（特にムハンマド・ジア＝ウル＝ハク軍事政権下）の人権侵害について調査し、抑圧されている女性や宗教的・民族的少数派を保護するためにパキスタン人権委員会を設立した。近年、人権委員会が行った調査により、ようやくパキスタンにおける名誉殺人の実態が明らかにされつつある。たとえば、毎年1,000人（2015年には1,100人）近い女性が婚外性交渉や親の認めない付き合いを疑われ、家の名誉を汚したとして親族に殺害されているが、それでもなお、「このような残忍な事件は日常的に広がった暴力の一環」であり、実際には「どれくらい広まっているのかを推定するのは難しい」という。結婚を拒否したり離婚を申し立てたりした場合も同様であり、ジャハンギール弁護士とジラニ弁護士が担当した離婚申し立てでは、当事者が、母親が面会に連れて来た運転手に殺害され、ジラニ弁護士も重傷を負った。二人はペシャワール商工会議所の会頭職にあった父親に「二人の弁護士こそ娘を殺した張本人だ」として提訴された。また別の事件では、ジャハンギール弁護士がある離婚訴訟で高等裁判事に「あなたのいるべき場所はここではなく、刑務所だ」と罵声を投げつけられた。彼女は他にも離婚訴訟中に裁判所を出たところで襲われた女性や、一部の者から伝統やイスラムに反すると見られた評決を出したために命を落とした判事のことなどに触れ、「パキスタンは、まだ人権を尊重することの必要性さえも理解していない国だ」と語った。
ジャハンギールは歯に衣着せぬ物言いで知られている。たとえば、ドナルド・トランプは共和党大統領候補であった頃からすでに米国へのイスラム教徒の入国を一切禁止するよう政府に求めていたが、ジャハンギールはこれについて、「これは最も無知で偏狭な考えだ。米大統領を目指す人が、パキスタンにいる無知な宗教指導者と競うなどとは思いもしなかった。われわれは米国ほど進歩していないが、決してそのような人々を選んだりしない」と批判した。

### 女性アクション・フォーラム、弱者に対する無償法的支援
ジャハンギールとジラニは、ハク軍事政権下で1979年に制定されたフドゥード法（イスラム法上のハッド刑を明文化したもの）、特に女性の証言は男性の半分の効力しかもたないという規定などに抗議して女性アクション・フォーラムを設立した。さらに、パキスタンで初めて女性、子ども、強制労働者、囚人、宗教的少数派に無償で法的支援を提供する法律事務所「AGHS法律支援」を設立し、次いで設立した「AGHS法的支援センター」は女性のためのシェルターの役割も担うことになった。
パキスタンでは冒涜法、特に「神聖なる予言者ムハンマドの名を汚す」者は死刑もしくは終身刑に処されるという刑法第295-C項（「アーシア・ビビ事件」参照）が宗教的少数派（キリスト教徒、シーア派やアフマディー派のイスラム教徒、ヒンドゥー教徒など）を脅迫するため、財産没収・職業剥奪のため、紛争に起因する報復のためなどに悪用されることが多く、事実無根の訴えにより死刑判決を受けたり、上訴審を待ちながら何年間も収監されたり、または私刑により殺されたりしている。ジャハンギールは1995年、冒涜行為で訴えられ、死刑判決を受けた14歳のキリスト教徒を擁護したことで嫌がらせや脅迫、攻撃を受けた。少年は最終的に彼女の尽力により無罪釈放されたが、彼女は生涯にわたって繰り返しこのような脅迫を受け、収監された。
1983年には、ハク軍事政権を批判し、（軍事政権に反対するために1981年に結成された）民主主義回復運動に参加したことを理由に収監された。2005年には、女性が参加したことで論争を呼んだマラソン大会を企画したことで逮捕された。

### ムシャラフによる非常事態宣言 - 最高裁判事解任・自宅軟禁
ジャハンギール2007年にも反政府活動により拘束された。これは2007年10月の大統領選挙の際に、陸軍参謀総長であるムシャラフの大統領選挙出馬を違憲とする裁判が行われていたため、当選無効判決を阻止するために軍を動員して最高裁判所を封鎖するとともに、パキスタン全土に非常事態宣言を発して憲法の効力停止を命じ、臨時憲法令を公布したときのことである。ムシャラフを批判していたチョードリー最高裁長官を含む14人の最高裁判事が解任され、その多くが自宅軟禁に置かれた。当時、信仰・信条の自由に関する国連特別報告者であったジャハンギール、最高裁弁護士会会長、人権委員会委員、パキスタン弁護士会前副会長を含む500人以上の法律家や人権活動家、反政府活動家らもまた拘束または自宅軟禁された。潘基文国連事務総長はジャハンギールを含む人権活動家の拘束に「深い失望」を表明し、ルイーズ・アルブール国連人権高等弁務官は、「非常事態宣言は、国家に緊急の安全保障上の脅威が差し迫ったときにのみ用いられるべきもので、司法の廉潔性や司法の独立を掘り崩すものであってはならない」と述べた。女性アクション・フォーラムもこうした事態を受けて、非常事態宣言の即時撤回、憲法の効力と基本権の回復、逮捕者・拘留者の釈放、報道機関および電子メディア抑制の撤廃を要求した。

### 国連特別報告者 - 信教の自由
ジャハンギールは国連特別報告者を3期務めている。略式手続による刑の執行に関する特別報告者（1998-2004）、信教・信条の自由に関する特別報告者（2004-2010）、イランにおける人権に関する特別報告者（2016-2018）であり、とりわけ、信教・信条の自由に関する特別報告では、独裁政権と政治的利益のための宗教の利用を厳しく批判した。ジャハンギールは2010年にルーズベルト4つの自由賞の一つ「信教の自由賞」を受章しているが、受賞演説で次のように語っている。
宗教的不寛容に国境はない。宗教的不寛容は伝染し、世界中のほとんどすべての宗教において頭をもたげる。宗教的少数派の権利は脅かされている。これは、その他の点で民主主義の規範が守られている社会体制においても同様であるが、独裁体制は社会に深く根付いた不寛容を助長することになる。したがって、民主主義、法の支配、そして人権が相互に密接に関係し合っていることを理解することが重要である。この3つは共に栄えるか、次々と滅びるかのいずれかである。
2016年にジャハンギールがイランにおける人権に関する特別報告者に任命されると、イラン司法府人権本部のジャワード・ラーリージャーニー書記は、前任者は「職権を悪用し、イランに対する疑惑を作り出そうとした」が、「世界の最大の人権侵害国の一つは、アメリカ」であり、このような米国や欧州諸国にイランの人権に関する特別報告者を任命する権利はないと抗議した。ジャハンギールはこの特別報告者の任期半ばで死去し、パキスタンの法学者ジャビッド・レーマンに受け継がれた。

### 国連調査団
ジャハンギールは他にもいくつか国連の調査団に参加している。
2008年に信教・信条の自由に関する特別報告者であった彼女は、国連人権委員会拷問問題特別調査官マンフレッド・ノーワーク氏とともに、中国共産党に対して、法輪功学習者を対象に生きたままに臓器摘出する暴行を指摘し、中国では2000年より臓器移植件数が急増したが、この間に使用された臓器の出所について説明するよう求めた。
2012年3月22日、国連人権理事会が、東エルサレムを含む占領下パレスチナ領のイスラエル入植地に関する国際事実調査団を設置し、占領下パレスチナ領におけるパレスチナ人の市民権よび政治、経済、社会、文化に関する権利に対するイスラエル入植地の影響を調査した。調査団は団長でフランス破毀院判事のクリスティーヌ・シャネ、国際法律家委員会委員でボツワナの弁護士ユニティ・ダウ、そしてジャハンギールの3人の女性により構成された。
1983年から2009年までの26年にわたるスリランカ政府とタミル・イーラム解放のトラ (LTTE) による内戦（スリランカ内戦）では多数の死者や難民が出て、その多くがタミル人であった。2014年、国連人権委員会はスリランカ政府による戦争犯罪と人権侵害に関する調査団を結成した。調査団員は、ジャハンギール、元フィンランド大統領で国際連合コソボ特別大使などを務めたマルッティ・アハティサーリ、元ニュージーランド総督で高等裁判所判事のシルヴィア・カートライトであった。調査団は、マヒンダ・ラージャパクサ政権下で内戦の最後の数か月に4万人の民間人が殺害されたと報告した。

### その他の活動
国連人権高等弁務官事務所の公式ウェブサイト掲載のアスマ・ジャハンギールの履歴書による。

#### 司法活動
- 1985-1987 アジア・太平洋弁護士会（本部シドニー）評議員
- 1990-1993 国際人権・民主主義推進センター（本部モントリオール）会長
- 1996-2001 ディフェンス・フォー・チルドレン・インターナショナル（本部ジュネーヴ）国際執行委員会委員[27]
- 1997-2002 人権の法的保護のための国際センター (Interights)（本部ロンドン）理事会員
- 1997-2002 コモンウェルス弁護士会（本部ロンドン）理事会員
- 1998 国際法律家委員会委員
- 1988-2000 女性・法律・発展に関するアジア太平洋フォーラム（クアラルンプール）理事会員
- 2000- 人権のための南アジア・フォーラム理事会員・議長
- 2001- 世界銀行チーフエコノミスト諮問委員
- 2002- 国際危機グループ（アメリカ合衆国）執行委員
- 2002-2004 マイノリティ・ライツ・グループ・インターナショナル（グレートブリテン及び北アイルランド連合王国）評議員

#### その他
- 1994-1997 パキスタン政府が設置した女性のための調査委員会の委員
- カーイデ・アーザム法律大学、法学教授（憲法）
- アジア開発銀行でパキスタンの司法制度改革に関する顧問、世界銀行でバングラデシュの司法制度改革に関する顧問
- 南アジアにおける平和促進のための市民社会運動を牽引
- 全国紙・地方紙のコラムニスト

## 急死
2018年2月11日、心臓発作により急死、享年66歳。突然の死に衝撃が広がり、コフィー・アナン元国連事務総長、シェイク・ハシナ・バングラデシュ首相をはじめとし、世界中の人権活動家が哀悼の意を表した。シャヒッド・カカーン・アバシ・パキスタン首相は、彼女が法の支配、民主主義、人権のために「計り知れない貢献をした」としてその功績を称えた。

## 受賞・栄誉
- 1995 人権擁護者のためのマーティン・エナルズ賞[29]、マグサイサイ賞
- 2000 ボードワン国王財団国際開発賞（パキスタン人権委員会議長として受賞）
- 2001 国際連合婦人開発基金 (UNIFEM) ミレニアム平和賞（ヒナ・ジラニとともに受賞）[2]
- 2002 オスロ大学人権賞
- 2010 信教の自由賞（4つの自由賞）、パキスタン政府より二等勲章 Hilal-i-Imtiaz、ユネスコ/ビルバオ人権文化推進賞
- 2012 欧州評議会・南北センターの南北賞[30]
- 2014 世界人権宣言第18条に定める信教の自由に貢献した個人に贈られるステファヌス賞、ライト・ライブリフッド賞
- 2018 国連人権賞、パキスタン政府より一等勲章 Nishan-e-Imtiaz

## 参考資料
- Waqar Mustafa. "Jahangir was fearless, she had it in her genes." Khaleej Times
- M Zafar Khan Safdar. "Asma Jahangir — the iron lady." Daily Times
- "Ms. Asma Jahangir" Ohchr (国連人権高等弁務官事務所 公式ウェブサイト)